# ويلاوس (كاليفورنيا)
ويلاوس (بالإنجليزية: Willows)‏ هي إحدى مدن مقاطعة غلين، كاليفورنيا. تم إعطاءها لقب مدينة في 16 يناير، 1886.

## التركيبة السكانية
حدّد مكتب تعداد الولايات المتحدة بيانات التركيبة السكانية لويلاوس في تعداد الولايات المتحدة. في ما يلي، التركيبة السكانية حسب تعدادي 2000 و2010.

### تعداد عام 2000
بلغ عدد سكان ويلاوس 6,220 نسمة بحسب تعداد عام 2000، وبلغ عدد الأسر 2,134 أسرة وعدد العائلات 1,513 عائلة مقيمة في المدينة. في حين سجلت الكثافة السكانية 842.8 نسمة لكل كيلومتر مربع (2,182.8/ميل2). وبلغ عدد الوحدات السكنية 2,368 وحدة بمتوسط كثافة قدره 320.9 لكل كيلومتر مربع (831.1/ميل2).
وتوزع التركيب العرقي للمدينة بنسبة 69.26% من البيض و0.88% من الأمريكيين الأفارقة و2.25% من الأمريكيين الأصليين و10.31% من الأمريكيين ذوي الأصول الآسيوية و0.24% من سكان جزر المحيط الهادئ و12.30% من الأعراق الأخرى و4.76% من عرقين مختلطين أو أكثر و23.25% من الهسبانيون أو اللاتينيون من أي عرق.
بلغ عدد الأسر 2,134 أسرة كانت نسبة 41.6% منها لديها أطفال تحت سن الثامنة عشر تعيش معهم، وبلغت نسبة الأزواج القاطنين مع بعضهم البعض 52.1% من أصل المجموع الكلي للأسر، ونسبة 14.2% من الأسر كان لديها معيلات من الإناث دون وجود شريك، بينما كانت نسبة 4.5% من الأسر لديها معيلون من الذكور دون وجود شريكة وكانت نسبة 29.1% من غير العائلات. تألفت نسبة 24.7% من أصل جميع الأسر من عدة أفراد يعيشون في نفس المنزل ونسبة 11% كانت تتألف من شخص يعيش بمفرده يبلغ من العمر 65 عاماً أو أكثر. وبلغ متوسط حجم الأسرة المعيشية 2.83، أما متوسط حجم العائلات فبلغ 3.40.
بلغ العمر الوسطي للسكان 31.0 عاماً. وكانت نسبة 32.5% من القاطنين تحت سن الثامنة عشر، وكانت نسبة 9.2% بين الثامنة عشر والرابعة والعشرين عاماً، ونسبة 25.2% كانت واقعةً في الفئة العمرية ما بين الخامسة والعشرين والرابعة والأربعين عاماً، ونسبة 18.7% كانت ما بين الخامسة والأربعين والرابعة والستين، ونسبة 11.6% كانت ضمن فئة الخامسة والستين عاماً فما فوق. يوجد لكل 100 أنثى 96.7 ذكر، ويوجد لكل 100 أنثى في الثامنة عشر من عمرها فما فوق 90.7 ذكر.
بلغ متوسط دخل الأسرة في المدينة 27,466 دولارًا، أما متوسط دخل العائلة فبلغ 35,856 دولارًا. وكان متوسط دخل الذكور 30,297 دولارًا مقابل 22,159 دولارًا للإناث. وسجل دخل الفرد الخاص بالمدينة 12,523 دولارًا. وكانت نسبة 17.7% من العائلات ونسبة 24.6% من السكان تحت خط الفقر، وكان من هؤلاء نسبة 39.4% تحت سن الثامنة عشر ونسبة 9.4% في الخامسة والستين من العمر وما فوق.

### تعداد عام 2010
بلغ عدد سكان ويلاوس 6,166 نسمة بحسب تعداد عام 2010، وبلغ عدد الأسر 2,173 أسرة وعدد العائلات 1,497 عائلة مقيمة في المدينة. في حين سجلت الكثافة السكانية 835.5 نسمة لكل كيلومتر مربع (2,163.9/ميل2). وبلغ عدد الوحدات السكنية 2,399 وحدة بمتوسط كثافة قدره 325.1 لكل كيلومتر مربع (842.0/ميل2).
وتوزع التركيب العرقي للمدينة بنسبة 69.80% من البيض و1.27% من الأمريكيين الأفارقة و2.24% من الأمريكيين الأصليين و5.06% من الأمريكيين ذوي الأصول الآسيوية و0.18% من سكان جزر المحيط الهادئ و17.82% من الأعراق الأخرى و3.63% من عرقين مختلطين أو أكثر و32.76% من الهسبانيون أو اللاتينيون من أي عرق.
بلغ عدد الأسر 2,173 أسرة كانت نسبة 38.6% منها لديها أطفال تحت سن الثامنة عشر تعيش معهم، وبلغت نسبة الأزواج القاطنين مع بعضهم البعض 47.7% من أصل المجموع الكلي للأسر، ونسبة 15% من الأسر كان لديها معيلات من الإناث دون وجود شريك، بينما كانت نسبة 6.1% من الأسر لديها معيلون من الذكور دون وجود شريكة وكانت نسبة 31.1% من غير العائلات. تألفت نسبة 24.8% من أصل جميع الأسر من عدة أفراد يعيشون في نفس المنزل ونسبة 10.5% كانت تتألف من شخص يعيش بمفرده يبلغ من العمر 65 عاماً أو أكثر. وبلغ متوسط حجم الأسرة المعيشية 2.75، أما متوسط حجم العائلات فبلغ 3.28.
بلغ العمر الوسطي للسكان 32.6 عاماً. وكانت نسبة 28.9% من القاطنين تحت سن الثامنة عشر، وكانت نسبة 10% بين الثامنة عشر والرابعة والعشرين عاماً، ونسبة 25% كانت واقعةً في الفئة العمرية ما بين الخامسة والعشرين والرابعة والأربعين عاماً، ونسبة 23.4% كانت ما بين الخامسة والأربعين والرابعة والستين، ونسبة 12.7% كانت ضمن فئة الخامسة والستين عاماً فما فوق. وتوزع التركيب الجنسي للسكان بنسبة 49.4% ذكور و50.6% إناث.

## المناخ
يظهر الجدول التالي التغييرات المناخية على مدار السنة لويلاوس:
| البيانات المناخية لـويلاوس        | البيانات المناخية لـويلاوس | البيانات المناخية لـويلاوس | البيانات المناخية لـويلاوس | البيانات المناخية لـويلاوس | البيانات المناخية لـويلاوس | البيانات المناخية لـويلاوس | البيانات المناخية لـويلاوس | البيانات المناخية لـويلاوس | البيانات المناخية لـويلاوس | البيانات المناخية لـويلاوس | البيانات المناخية لـويلاوس | البيانات المناخية لـويلاوس | البيانات المناخية لـويلاوس |
| الشهر                             | يناير                      | فبراير                     | مارس                       | أبريل                      | مايو                       | يونيو                      | يوليو                      | أغسطس                      | سبتمبر                     | أكتوبر                     | نوفمبر                     | ديسمبر                     | المعدل السنوي              |
| --------------------------------- | -------------------------- | -------------------------- | -------------------------- | -------------------------- | -------------------------- | -------------------------- | -------------------------- | -------------------------- | -------------------------- | -------------------------- | -------------------------- | -------------------------- | -------------------------- |
| الدرجة القصوى °ف (°م)             | 80 (27)                    | 81 (27)                    | 88 (31)                    | 101 (38)                   | 108 (42)                   | 113 (45)                   | 117 (47)                   | 115 (46)                   | 115 (46)                   | 105 (41)                   | 92 (33)                    | 81 (27)                    | 117 (47)                   |
| متوسط درجة الحرارة الكبرى °ف (°م) | 54.6 (12.6)                | 60.4 (15.8)                | 65.7 (18.7)                | 72.9 (22.7)                | 81.3 (27.4)                | 89.2 (31.8)                | 95.2 (35.1)                | 93.6 (34.2)                | 89 (32)                    | 79.2 (26.2)                | 65.5 (18.6)                | 55.4 (13.0)                | 75.2 (24.0)                |
| متوسط درجة الحرارة الصغرى °ف (°م) | 35.9 (2.2)                 | 39 (4)                     | 41.3 (5.2)                 | 44.9 (7.2)                 | 51.2 (10.7)                | 57.6 (14.2)                | 60.8 (16.0)                | 58.7 (14.8)                | 56 (13)                    | 49.4 (9.7)                 | 41.1 (5.1)                 | 36.3 (2.4)                 | 47.7 (8.7)                 |
| أدنى درجة حرارة °ف (°م)           | 15 (−9)                    | 21 (−6)                    | 21 (−6)                    | 23 (−5)                    | 31 (−1)                    | 38 (3)                     | 44 (7)                     | 42 (6)                     | 37 (3)                     | 30 (−1)                    | 22 (−6)                    | 11 (−12)                   | 11 (−12)                   |
| الهطول إنش (مم)                   | 3.68 (93)                  | 3.14 (80)                  | 2.33 (59)                  | 1.12 (28)                  | 0.66 (17)                  | 0.33 (8.4)                 | 0.04 (1.0)                 | 0.09 (2.3)                 | 0.31 (7.9)                 | 1.01 (26)                  | 2.13 (54)                  | 3.13 (80)                  | 17.95 (456)                |
| متوسط تساقط الثلوج إنش (سم)       | 0.9 (2.3)                  | 0 (0)                      | 0 (0)                      | 0 (0)                      | 0 (0)                      | 0 (0)                      | 0 (0)                      | 0 (0)                      | 0 (0)                      | 0 (0)                      | 0 (0)                      | 0.4 (1.0)                  | 1.3 (3.3)                  |
| متوسط أيام هطول الأمطار           | 10                         | 9                          | 8                          | 5                          | 4                          | 2                          | 0                          | 0                          | 1                          | 4                          | 7                          | 9                          | 59                         |
| المصدر: WRCC                      |                            |                            |                            |                            |                            |                            |                            |                            |                            |                            |                            |                            |                            |

## أعلام
- مارك كونيغ
- إيس آدامز